# Мадонна Баньякавалло
«Мадонна Баньякавалло» (італ. Bagnacavallo Madonna) — картина олійними фарбами німецького художника Альбрехта Дюрера. Картину було намальовано до 1505 року. Нині входить до колекції фонду «Маньяні-Рокка» в Траверсетоло, провінція Парма, Італія.

## Історія та опис
Картину, яка також відома під назвою «Покрова Пресвятої Богородиці» (італ. Madonna del Patrocinio), вперше віднайдено після Другої світової війни у капуцинському жіночому монастирі в Баньякавалло, провінція Равенна. 1961 року італійський історик мистецтва Роберто Лонгі розпізнав авторство Дюрера, і кілька років по тому твір потрапив до колекції фонду «Маньяні-Рокка».
Ймовірно, «Мадонна Баньякавалло» стала одною з картин, яку 1505 року Дюрер взяв з собою під час другої подорожі в Італію, щоб покрити усі витрати. Відомо, що 1495 року Дюрер створив підготовчий малюнок, скопійований з картини Лоренцо ді Креді, яку німецький митець, ймовірно, побачив у Венеції. Риси обличчя Марії нагадують твори Джованні Белліні; наслідування Белліні притаманна творам Дюрера цього періоду, зокрема у картині «Галлерська мадонна».
Картина зображає темну кімнату; ліворуч вікно обшите дерев'яними дощечками, а праворуч зображено арку, що веде до стінного огородження (символізує Hortus conclusus). Марію зображено до поясу з Немовлям на колінах. Лівою рукою немовля торкається матері, а правою тримає гілочки полуниці, що символізує Трійцю (зображено лише два з трьох листків полуниці, вказуючи на те, що Немовлятко є третьою постаттю Святої Трійці).